# Тарик аль-Фадли
Тарик бин Насир бин Абдулла аль-Фадли (араб. طارق بن ناصر بن عبد الله الفضلي‎; Зинджибар, 1966) — йеменский политик, моджахед и джихадист, один из лидеров Ансар аш-Шариа, союзник Аль-Каиды на Аравийском полуострове. Арабский националист, южнойеменский сепаратист. Активный антикоммунист, участник Афганской войны на моджахедской стороне. В йеменских гражданских конфликтах отстаивает региональные и этноплеменные интересы фадли. Глава самопровозглашённого Эмирата Абьян. В отличие от большинства исламистских лидеров, высказывается за союз ислама с Западом.

## Наследник султана Фадли
Родился в правящем семействе Султаната Фадли. Через год после рождения Тарика аль-Фадли султанат прекратил существование. После провозглашения независимости Южного Йемена под властью марксистской партии НФО, впоследствии ЙСП семья аль-Фадли переселилась в Ливан, затем в Саудовскую Аравию. Окончил военное училище в Эт-Таифе.
С детства Тарик аль-Фадли воспитывался в духе арабских и исламских традиций. Проникся радикальной версией ислама как в религиозном, так и в политическом смысле. Этому способствовала, в частности, его поездка на Кипр, где он испытывал сильное отторжение к нарушению мусульманских обычаев.

## Моджахед Афганской войны
В девятнадцатилетнем возрасте Тарик аль-Фадли в составе группы саудовских добровольцев отправился в Афганистан воевать на стороне моджахедов против СССР и компартии НДПА. Афганскую войну аль-Фадли понимал как исламский джихад. Присоединился к формированиям Исламской партии Гульбеддина Хекматияра. Одним из командиров Тарика аль-Фадли был Осама бен Ладен. Аль-Фадли участвовал во многих боях, был ранен при взрыве мины. Впоследствии он подчёркивал, что во время Афганской войны ни он, ни даже бен Ладен не практиковали террор против мирного населения.
На Афганской войне Тарик аль-Фадли проникся непримиримым антикоммунизмом. Он освоил также принципы моджахедизма, которые допускают тактические союзы с Западом и использование в политике светских демократических лозунгов.

## Антикоммунистический джихадист
В 1990 Тарик аль-Фадли вернулся на родину в Южный Йемен. Продолжая антикоммунистическую борьбу, он организовал вооружённый отряд для партизанской войны с правящей ЙСП. Это формирование получило наименование «Исламский джихад».
В том же году объединение НДРЙ с ЙАР на основе «общеарабских ценностей» привело к разделению власти между президентом ЙАР Али Абдаллой Салехом и главой НДРЙ экс-генсеком ЙСП Али Салемом аль-Бейдом. Тарик аль-Фадли считал это не национальным единением йеменцев, а лишь сговором антинародных элит Севера и Юга. Он продолжил повстанческую и террористическую борьбу против властей. Война велась «на два фронта» — против бывшей ЙСП и против официальных властей с их западными союзниками. Партнёром и спонсором являлся бен Ладен. В частности, аль-Фадли был обвинён во взрыве аденской гостиницы Mohur, использовавшейся как военный объект американскими войсками в Сомали.
В 1994, после покушения на функционера ЙСП, Тарик аль-Фадли был арестован по требованию аль-Бейда.

## Политик объединённого Йемена
Мятеж аль-Бейда против Салеха и вспышка гражданской войны привели к освобождению аль-Фадли — на условиях присоединения к правительственным вооружённым силам. Аль-Фадли согласился, поскольку главным врагом по-прежнему считал бывших коммунистов во главе с аль-Бейдом.
Формирования аль-Фадли сыграли заметную роль в подавлении мятежа. За это он получил значительное материальное вознаграждение и статус доверенного лица президента Салеха. На полтора десятилетия между аль-Фадли и Салехом установился политический альянс. С этой позиции аль-Фадли начал многолетнюю борьбу за восстановление своей наследственной власти в Абьяне.
В конце 1994 года Тарик аль-Фадли посетил Судан и восстановил регулярную связь с бен Ладеном и Аль-Каидой. Он осудил теракты 11 сентября 2001 года. В то же время он подтвердил, что сохраняет симпатии к бен Ладену как «легендарной личности» и боевому товарищу афганских времён. Впоследствии известие о гибели бен Ладена вызвало сожаление аль-Фадли, хотя он всегда настаивал, что не является членом Аль-Каиды.

## Командир южных повстанцев
С 2009 Тарик аль-Фадли вновь открыто развернул вооружённую борьбу против правительства Салеха — теперь под сепаратистскими лозунгами Южного движения. Выступая с этноплеменных и регионалистских позиций, он заявлял о политической дискриминации и социально-экономическом ущемлении жителей Юга Йемена. Племенные вооружённые формирования фадли возобновили партизанские атаки на правительственные силы. Повстанческая борьба обосновывалась бедственным социальным положением жителей Южного Йемена, «гнусным колониализмом Севера», сговором властей Саны с «атеистами» и «коммунистами».
Идеологически Тарик аль-Фадли поднимал лозунги суннитского исламизма в духе Аль-Каиды. Родовой центр Фадли Зинджибар был объявлен «исламским городом», регион Абьян — будущим Исламским эмиратом. Вооружённые силы аль-Фадли взяли под контроль прежние родовые владения султанов Фадли. Фактически аль-Фадли принял на себя функции местного политического организатора и военного командира Аль-Каиды. Он стал своего рода связующим звеном между Аль-Каидой и Южным движением. В то же время, комментаторы отмечали, что риторика аль-Фадли «более патриотическая, нежели исламистская».
При этом Тарик аль-Фадли подчёркивал своё неприятие исламистского терроризма, выступал за военно-политическое сотрудничество с Западом — подобно союзу 1980-х, времён Афганской войны. В феврале 2010 аль-Фадли демонстративно поднял над своей штаб-квартирой американский флаг, установил контакт с посольством США и даже высказался за возвращение в Йемен британских войск, как в колониальные времена. Предлагал США посредничество в переговорах с Аль-Каидой, заявлял, что со своими джихадистскими связями он может стать более ценным союзником, нежели «коррумпированный режим Саны».
В 2011 формирования аль-Фадли стали активной самостоятельной силой Йеменской революции. Жёстко добиваясь отстранения от власти Али Абдаллы Салеха, они выдвигали во главу угла сепаратистские требования Юга, в частности, политическую самостоятельность Абьяна. Не встречая в этом поддержки со стороны США, аль-Фадли публично сжёг американский флаг, поднятый годом ранее. Аль-Фадли расценивался как сильный региональный лидер, превратившийся — несмотря на светскую в целом ориентацию — во влиятельного партнёра Аль-Каиды и обеспечивший исламистам контроль над Абьяном. Неспособность американской администрации установить союз с аль-Фадли вызывала резкую критику в экспертных кругах. Примерно с 2013 аль-Фадли вновь сориентировался на сближение с США.
Сепаратистские демонстрации сторонников аль-Фадли стали проходить под старыми флагами Южного Йемена. Такая позиция далеко не встречала поддержку даже на Юге, поскольку для большинства йеменцев национально-государственное единство является непреходящей ценностью. В 2012 президентские органы безопасности восстановили контроль над значительной частью Абьяна и взяли Тарика аль-Фадли под домашний арест в Адене.

## Позиции в гражданской войне
16 июня 2014 Тарик аль-Фадли самовольно вышел из-под ареста и объявил об объединении с Аль-Каидой для войны против центрального правительства в Сане. Абьянские вооружённые силы под его командованием влились в ряды исламистского движения Ансар аш-Шариа, аффилированного с Аль-Каидой на Аравийском полуострове. Территория «Эмирата Абьян» контролируется военно-политическими структурами аль-Фадли.
В йеменской гражданской войне Тарик аль-Фадли занимает особые позиции. Он рассматривается прежде всего как шейх Абьяна, лидер племенных формирований фадли, южный сепаратист. С другой стороны, аль-Фадли по факту принадлежит к военно-политическому руководству йеменской структуры Аль-Каиды. Он жёсткий противник центрального правительства в Сане, категорически не признаёт его власти над Югом. Президент Салех, несмотря на родственную связь и давнее политическое партнёрство, в последние годы являлся противником аль-Фадли. После отставки и гибели Салеха таким же противником стал новый президент Йемена Абд-Раббу Мансур Хади.
В то же время, Тарик аль-Фадли дистанцируется от Южного переходного совета, жёстко враждебен политическим силам, связанным с аль-Бейдом. Главным же врагом аль-Фадли стали хуситы, ориентированные на шиитскую теократию Ирана. Формирования аль-Фадли действуют в союзе войсками саудовской коалиции и поддерживают связь с США. Основной целью Тарика аль-Фадли остаётся утверждение независимого статуса Абьяна, где уже установлена его власть, основанная на традиционном авторитете и наследственных правах.

## Личность
Тарик аль-Фадли — глава большого семейного клана. Его сестра замужем за крупным северным военачальником. Этот факт, как и прежние связи с Салехом, вызывает подозрительное отношение многих союзников по Южному движению.
Люди, знающие Тарика аль-Фадли, отмечают диалектичные особенности его характера: человек спокойный и доброжелательный, он «всегда остаётся повстанцем и мятежником в глубине души». Главной жизненной ценностью он называет «свою землю» в традиционном родо-племенном понимании.